# Eparquía de Anbar de los caldeos
La eparquía titular de Anbar de los caldeos (en latín: Eparchia Anbarensis Chaldaeorum) es una sede titular de la Iglesia católica conferida a miembros de la Iglesia católica caldea. Corresponde a una antigua diócesis de la Iglesia del Oriente cuya sede estaba en la ciudad de Anbar (o Ambar) en Irak. Las ruinas de esta ciudad se encuentran a pocos kilómetros de Faluya, cerca de Saqlawiyah en la gobernación de Ambar. 

## Historia
Anbar, la antigua Peroz-Shapur o Perisapora, era el sitio de una antigua diócesis de la Iglesia del Oriente que dependía directamente de la provincia eclesiástica del patriarcado de Seleucia-Ctesifonte. La ciudad estaba en la satrapía de Asuristán en el Imperio sasánida, en la región llamada en siríaco Beth Aramaye. En 363 Anbar fue tomada y destruida por el emperador romano Juliano el Apóstata, pero fue recuperada y reconstruida por los sasánidas inmediatamente. Los romanos la recuperaron en 571, pero volvió al control sasánida en 634.
Se conocen 14 obispos de la antigua sede entre 486 y 1074. De estos, tres fueron elegidos patriarcas de la Iglesia nestoriana. Según las listas de las diócesis de la Iglesia del Oriente informadas por Elías de Damasco en el siglo IX, Anbar fue una de las trece diócesis sufragáneas dependientes de los catolicós y patriarcas de Seleucia-Ctesifonte. 
La ciudad de Anbar cayó en manos del Califato ortodoxo musulmán en julio de 633. En 927 los cármatas de Abu Tahir al-Jannabi saquearon la ciudad, y la devastación se vio agravada por otro ataque beduino dos años después. Aunque los obispos ya no se conocen desde finales del siglo XI, una presencia cristiana continuó en el distrito de Anbar al menos hasta la segunda mitad del siglo XIII, cuando la ciudad fue saqueada en 1262 por los mongoles bajo Kerboka. Se remonta a esta época (1276) un manuscrito copiado por un monje llamado Giwargis del monasterio de Mar Yonan sobre el río Éufrates, cerca de Anbar. Como centro administrativo local, Anbar sobrevivió hasta el siglo XIV, pero luego fue abandonada cuando la mayoría de sus habitantes emigraron al norte para fundar la ciudad de Hdatta, al sur de Mosul.

### Sede titular
Una sede titular católica es una diócesis que ha cesado de tener un territorio definido bajo el gobierno de un obispo y que hoy existe únicamente en su título. Continúa siendo asignada a un obispo, quien no es un obispo diocesano ordinario, pues no tiene ninguna jurisdicción sobre el territorio de la diócesis, sino que es un oficial de la Santa Sede, un obispo auxiliar, o la cabeza de una jurisdicción que es equivalente a una diócesis bajo el derecho canónico.
La diócesis de Anbar fue restaurada como eparquía titular en 1980. Fue conferida por primera vez por la Santa Sede el 3 de octubre de 1980 al obispo coadjutor de Basora, Stéphane Katchou.

## Cronología de los obispos

### Obispos de la Iglesia del Oriente
- Mosé † (mencionado en 486)
- Shamaʿ † (mencionado en 497)
- Simón † (antes de 540-después de 554)
- Marai † (mencionado en 576)
- Simón † (mencionado en 605)
- Slibaʿzkha † (fines del siglo VII)[3]
- Juan † (mencionado en 790)
- Teodosio † (?-circa 835/837 nombrado metropolitano de Beth Lapat)[4]
- Juan bar Narsai † (antes de 872-884 electo patriarca de la Iglesia del Oriente)
- Elías † (mencionado en 921/922)
- Sabrishoʿ † (?-después de 987 nombrado metropolitano de Beth Lapat)
- Elías † (?-antes de 1018 nombrado metropolitano de Mosul)
- Mundhar † (mencionado en 1028)
- Mari † (circa 1063/64-después de 1074)

### Obispos titulares
- Stéphane Katchou † (3 de octubre de 1980-10 de noviembre de 1981 sucedió al archieparca de Basora)
- Ibrahim Namo Ibrahim (11 de enero de 1982-3 de agosto de 1985 nombrado eparca de Santo Tomás el Apóstol en Detroit)
- Shlemon Warduni, desde el 12 de enero de 2001